# Лампадофорія
Лампадофорія — фестиваль в Стародавній Греції, під час проведення котрого запалювалась велика кількість лампадок на честь Афіни, Гефеста та Прометея як вдячність за науку вирощувати маслини та виробляти олію, винахід лампадок та подарунок вогню людям.
Під час фестивалів проводили змагання, серед котрих лампадодромія — обрядовий естафетний біг зі смолоскипами на честь Гефеста. Як правило, бігли піші, однак бували й кінні перегони. Учасники несли смолоскипи і перемагала команда, котра першою, з палаючим смолоскипом, прибувала до мети. Якщо ж під час забігу смолоскип згас — команда програвала.